# Underneath the Stars
«Underneath the Stars» (en español: «Debajo de las estrellas») es una canción de la cantante y compositora estadounidense Mariah Carey. La canción romántica fue escrita y producida por Carey y Walter Afanasieff, para su quinto álbum de estudio, Daydream (1995). Fue lanzado el 5 de abril de 1996 por Columbia Records, como el sexto y último sencillo del álbum. La canción influenciada por el R&B y ha sido considerada por Carey como una de sus canciones favoritas, ofrece una melodía suave y retro-estilo y los ctiticos hicieron comparaciones a las obras anteriores de una de sus inspiraciones vocales, Minnie Riperton.
"Underneath the Stars" recibió un lanzamiento limitado en los Estados Unidos y no logró clasificarse en el Billboard Hot 100. Sin embargo, la canción se las arregló para figurar en el número sesenta y nueve en la lista Hot R&B/Hip-Hop Airplay. Críticamente, fue considerada una de las mejores canciones de Daydream por los críticos de música. Un video musical fue rodado para "Underneath the Stars" en Europa, pero el video sigue sin ser lanzado. La canción se presentó en vivo durante el Daydream World Tour y la actuación en el Tokyo Dome fue incluida más tarde en un raro DVD titulado "Mariah Carey Live In Japan".

## Antecedentes
A lo largo de 1993, Carey comenzó a conceptualizar Music Box (1993), que se convirtió en el álbum más vendido de la carrera de Carey.  Para sus dos álbumes anteriores, las opciones creativas de Carey fueron controladas por Columbia Records, así como su marido y CEO de la compañía, Tommy Mottola. El esfuerzo anterior de Carey, Emotions (1991), dibujó la influencia de la balada, del gospel, del R&B y de la música soul de los años 1950, 1960 y 1970, y no pudo alcanzar el mismo éxito emparejado por su álbum del principio. Después de su funcionamiento comercial moderado, Columbia quería que Music Box tenga sencillos muy comerciales que podrían tener un fuerte airplay en la radio. El álbum se formó como un disco pop, y más corriente que Emotions. Music Box pasó a vender más de 32 millones de copias en todo el mundo, y ganó su lugar entre los álbumes más vendidos de todos los tiempos. Debido al éxito del álbum, Columbia le permitió a Carey tener más control sobre la música que grabó para Daydream (1995).
Antes de que Carey supiera o comenzara a buscar la dirección que quería que siguiera el álbum, Carey ya tenía la idea y la melodía de "Underneath the Stars", y sentía que encajaría en el álbum, sin importar el eventual sonido. Como tal, se convirtió en la primera canción que Carey escribió y grabó para el álbum, y sirvió como una especie de tributo a la música que creció escuchando, así como una de sus principales inspiraciones vocales, Minnie Riperton. "Underneath the Stars" fue la primera canción que Carey grabó para su quinto álbum de estudio, Daydream (1995). La canción finalmente fue elegida como el sexto y último sencillo del álbum, y fue lanzado el 5 de abril de 1996 a través de Columbia Records. En Australia, la canción fue lanzada como B-side al sencillo anterior de Carey, "Forever" (1996).

## Composición
"Underneath the Stars" cuenta con influencias de la música soul de los años 1970 debido al uso de un piano de Rhodes, así como rasguños de discos de vinilo, con el fin de dar a la canción un sonido envejecido auténtico. La canción también incorpora el uso de Carey de la voz doble, en el cual ella canta los versos en una octava más baja, y entonces canta el crescendo y el clímax en un registro más alto sobre él. Carey sintió que las adiciones eran simples pasos tomados para mostrar aún más un sonido contemporáneo de R&B, y rendir homenaje al estilo de Minnie Riperton, quien fue una de las influencias vocales más grandes de Carey. Según el autor Chris Nickson, la canción tiene un sonido suave, y "mucha textura" y bajo, mostrando un lado más creativo de Carey. Mientras calificaba Daydream, Stephen Holden del New York Times describió la doble voz de la canción, así como su contenido lírico: "Underneath the Stars", en el que todas las voces son de la Sra. Carey, logra la misma sinergia disolvente entre una letra y entrelazando las líneas vocales mientras canta: "Beautifully and bittersweetly / You were fading into me."

## Recepción
Aunque no fue lanzada comercialmente, "Underneath the Stars" ha sido elogiada con una aclamación generalizada, convirtiéndose en una de las canciones mejor recibidas del álbum, con críticas de música que complementan su instrumentación y voces. Chris Dickinson de St. Louis Post-Dispatch llamó a la canción una de las mejores composiciones de Carey, y escribió "Evoca fácilmente una sensualidad lánguida y soñadora con su lengüeta palpitante y rasguños de disco de vinilo". El escritor y periodista Christopher John Farley de Time describió a "Underneath the Stars" como "cool y nostálgica", mientras que Cheo H. Coker la llamó "dinámica pero sutil". La canción recibió un lanzamiento limitado en los Estados Unidos, pero aun así entró en la lista Hot R&B/Hip-Hop Airplay de Billbaord alcanzando el puesto sesenta y nueve.

## Lanzamiento
Carey dijo que "Underneath the Stars" era su canción favorita de Daydream y por ende quería que fuera lanzada cómo sencillo pero los ejecutivos de Sony Music querían mantener el éxito de Mariah Carey y creyeron que la canción no era suficientemente buena como para ser sencillo. Por ello, en Estados Unidos sólo fue promocionado en la radio. A pesar de esto, llegó al número 69 en la lista Billboard Hot R&B/Hip-Hop Airplay. Se estima que ha vendido 100 000 copias aproximadamente en todo el mundo.

## Vídeo musical y presentaciones en vivo
El 11 de febrero de 2012, Carey reveló a través de su cuenta de Twitter que un video musical para la canción fue grabado. Las sesiones de rodaje ocurrieron en Holanda, Inglaterra y Francia; Carey comentó, sin embargo, el vídeo fue lanzado el 13 de noviembre de 2020, en su canal oficial de YouTube Debido a su lanzamiento y éxito limitados, "Underneath the Stars" sólo se fue parte del setlist durante el Daydream World Tour (1996). Durante los shows en Japón, Carey presentó la canción como la décima canción en el set-list. En el escenario, con un largo vestido de noche negro, Carey discutió la composición de la canción y el desarrollo con el público, antes de su recital. La actuación en vivo en el Tokyo Dome el 7 de marzo de 1996 fue grabada y lanzada en un DVD raro titulado "Mariah Carey Live In Japan." La canción se ha interpretado recientemente en 2012 en las actuaciones de Carey en Austria en abril y en Marruecos en mayo. Ella toca a menudo porciones de la canción a cappella entre canciones. Más recientemente, se tocó en el Festival de Jazz de Dubái de 2017.

## Listas de canciones
- Sencillo en CD[12] y Sencillo de 12"[13]

1. «Underneath the Stars» — 3:33
2. «Underneath the Stars» (Drifiting Re-Mix) — 4:00
3. «Underneath the Stars» (Drifiting Re-Mix W/O Rap) — 4:00

- Sencillo en CD australiano[14]

1. «Forever» — 4:01
2. «Underneath The Stars» — 3:33
3. «Forever» (Live) — 4:12
4. «Make It Happen» (Live) — 4:43

## Remixes
Un remix conocido como "The Drifting Remix" fue encargado al grupo de productores Trackmasters. En éste se puede escuchar las voz de Carey con un timbre más oscuro y con un ritmo más urbano.
También existe otro remix llamado "Remix Without Rap" que es un derivado del anterior.

## Listas
| Lista (1996)                         | Posición más alta |
| ------------------------------------ | ----------------- |
| Estados Unidos (R&B/Hip-Hop Airplay) | 69                |